# Philipp Joseph Kinsky
Philipp Joseph Kinsky von Wchinitz und Tettau (ur. 8 listopada 1700 w Pradze, zm. 12 stycznia 1749 w Wiedniu) – austriacki hrabia i dyplomata żyjący w pierwszej połowie XVIII wieku. 
Był posłem austriackim w Londynie w latach 1728-1736 (od 1732 ambasadorem). Długoletni nadworny kanclerz Czech. Kawaler Orderu Złotego Runa.
Znany też z tego, że otworzył własną cenną bibliotekę praską dla użytku publicznego.